# Antonín Šrámek
Antonín Šrámek (3. ledna 1894 Moravské Knínice – 13. února 1972 Brno) byl český básník, architekt a spisovatel

## Život
Narodil se v Moravských Knínicích jako třinácté dítě. Absolvoval průmyslovou školu, zaměstnán jako architekt. Po svých cestách do jižních krajin začal psát, natolik úspěšně, že byl zvolen předsedou Moravského kola spisovatelů. Tuto funkci zastával v podstatě až do své smrti 13. února 1972.
Antonín Šrámek, byl poslední předseda Moravského kola spisovatelů, kterému jsou v encyklopedii vydané A. Kuncem r. 1946 za jeho života věnovány dvě strany. Údaje nejsou úplné. Antonín Šrámek žil 78 let mezi 3. lednem 1894 a 13. únorem 1972. Architekt, básník, malíř, romanopisec, slavofil a hlavně milovník čisté české řeči vyšel z Moravských Knínic u Tišnova, ale většinu svého života strávil v Brně. Brněnsko bylo krajem jeho předků, z nichž se mnozí vyznamenali – nejznámějším je rytíř Gabriel Schramm, který byl starostou Brna za třicetileté války. V jeho díle se odráží poetismus, zrcadlí se i v exotických sklonech a dosvědčuje to i jeho pseudonym Frank A. Boston. Nádech expresionismu se odráží v jeho scénách ze života, vitalismus ve zřejmé radosti líčení lidského těla, např. v „Dubrovníku“.
Antonín Šrámek začal lyrickými básněmi „Hořící ruce“ (1924) a „Křehká kořist“ (1924). Pokračoval pěti dobrodružnými romány pod pseudonymem a povídkou „Vězněni“ (1927). Upozornil na sebe teprve románem z venkovského života “Bukovští“ (1930) a exotickou arabeskou „Láska z východu“ (1935). Exotika prolíná i román „Nahajka a klas“ (1936). Rurální prostředí se pak znovu objevuje v románu ze studentského života „Hráči s mládím“ (1937). „Píseň a pluh“ (1943) spojuje vesnické prostředí s exotikou. Věnoval svá díla i dětem a mládeži, např. „Chlapec Huška a ti druzí“ (1941), Dědina v květu (1942) a „Skřivánci z Velké Nivy“ (1944). Dále i pro všechny věkové kategorie „O nezbedném Hercegovci“ , (vydal Československý kompas v Praze r. 1945).
Je autorem mnoha historických knih a knih pro děti, např. Chlapec Huška, jeho nejznámějším a nejzdařilejším dílem je tetralogie Dubrovník, naposledy vydaná v roce 1970 nakladatelstvím BLOK, kde byla doplněna poprvé o dosud netištěnou čtvrtou část, která líčí soumrak dubrovnické republiky v dobách Napoleonových.
V roce 1970 byla podruhé vydána tetralogie „Dubrovníku“, zabývající se osudy státu a města v průřezu tří století. Dubrovník musel nepřetržitě hájit svou nezávislost proti mocnějším Benátkám a proti Turkům, jimž platil za problematickou ochranu města. Šrámek se zaměřuje na osudy věcí společných, jak zasahují do života jednotlivých postav, rodů i skupin.
Tento historický román byl proti předválečné verzi doplněn o část čtvrtou, líčící soumrak dubrovnické republiky v dobách Napoleonových.
Známý moravský prozaik se takto vrátil do povědomí čtenářů, u nichž měl velký ohlas.
Jeho další knihy, které byly připraveny v rukopise, již nebyly vydány, protože v roce 1972 zemřel.